# Den långa färden
Den långa färden (originaltitel: Lonesome Dove) är en amerikansk western-miniserie från 1989, i fyra delar. I Sverige hade den premiär den 23 augusti 1991.

## Handlingen
De två före detta Texas Rangers-killarna, Gus (Robert Duvall) och Woodrow (Tommy Lee Jones), har länge delat både hjältemod och svårmod. Ändå är de synnerligen olika varandra, ty Gus är romantiskt lagd med ett gott öga till vackra kvinnor, medan Woodrow inte alls äger denna känslosamhet.
Woodrow har sin stora dröm om att få bygga sig ett nytt liv längre västerut, och samlar ihop en grupp män som blir sporrade av hans planer och beger sig av med en boskapshjord mot Montanas bördiga marker. Framför sig har de en 150 mil lång resa kantad av sandstormar, snöoväder och överfall av banditer.

## Medverkande i urval
- Robert Duvall – Captain Augustus "Gus" McCrae
- Tommy Lee Jones – Captain Woodrow F. Call
- Danny Glover – Joshua Deets
- Diane Lane – Lorena Wood
- Robert Urich – Jake Spoon
- Frederic Forrest – Blue Duck
- D.B. Sweeney – Dishwater "Dish" Boggett
- Ricky Schroder – Newt Dobbs
- Anjelica Huston – Clara Allen
- Chris Cooper – July Johnson
- Tim Scott – Pea Eye Parker
- Steve Buscemi – Luke

## Uppföljare
- Return to Lonesome Dove (1993)
- Streets of Laredo (1995)
- Dead Man's Walk (1996)
- Comanche Moon (2008)